# Nu Colombia
Nu Colombia is een continentale wielerploeg uit Colombia. 

## Algemeen
De ploeg vind zijn oorsprong in het in 1999 opgerichte clubteam 05 Orbitel. Eerste naamgever was het in 1998 opgerichte telecommunicatiebedrijf Orbitel, dan voor 50% eigendom van Empresas Públicas de Medellín (EPM) (Publieke bedrijven van  Medellín) en in 2006 voor 100%. Van 2006-2023 was EPM zelf en de in 2006 opgerichte dochteronderneming UNE (telecommunicatie, en waarbij Orbitel in 2006 werd ondergebracht) de belangrijkste sponsoren/naamgevers van het team. Fietssponsor Scott was van 2020-2022 mede naamgever van het team. Vanaf 2024 ging het team verder als "Nu Colombia", nadat de Braziliaanse onlinebank Nubank sponsor werd.
In 2001 had het team de toenmalige UCI-status TT3 (3e divisie) en in 2003 de TT2-status (2e divisie). In 2007, van 2010-2013 en 2015-2020 had het de status van continentaal team, evenals in 2024-2025. De tussenliggende jaren opereerde het als clubteam. Het team neemt vooral deel aan wedstrijden op nationaal niveau of aan wedstrijden in de UCI America Tour. Vanaf het begin is José Raúl Mesa ploegleider van het team, in de eerste jaren samen met schoonzoon Carlos Jaramillo tot deze het team verliet om deze functie in 2008 bij Indeportes Antioquia te aanvaarden.

## Bekende (oud-)renners
N.B. Allen Colombianen, tenzij anders aangegeven.

## Overwinningen
1999
Eindklassement Clásico RCN: Jairo Hernández
2000
5e etappe Ronde van Colombia: Héctor Iván Palacio
+ 12 etappe: Élder Herrera
+ Eindklassement: Héctor Iván Palacio
1e etappe Clásico RCN: Julio César Aguirre
+ 2e etappe: Héctor Iván Palacio
+ 9e etappe (ITT): Élder Herrera
+ Eindklassement: Juan Diego Ramírez
2001
Proloog Ronde van Colombia: Marlon Pérez
+ 1e etappe: Marlon Pérez
+ 2e etappe (TTT): team
+ 5e etappe: Javier Zapata
+ 8e etappe: Jairo Hernández
+ 12e etappe: Olmedo Capacho
1e etappe Clásico RCN: Alejandro Ivan Cortes
+ 4e etappe: Juan Diego Ramírez
+ Eindklassement: Juan Diego Ramírez
2002
Proloog Ronde van Colombia: Marlon Pérez
+ 1e etappe: Marlon Pérez
+ 7e etappe: Herman Darilo Bonilla
+ 8e etappe: Luis Orán Castañeda
3e etappe Clásico RCN: Daniel Rincón
+ 7e etappe: Élder Herrera
2003
1e etappe Ronde van Valle del Cauca: Javier González
+ 2e etappe: Marlon Pérez
+ 4e etappe: Johnny Daniel Leal
+ Eindklassement: Herman Darilo Bonilla
1e etappe Ronde van Rio de Janeiro: Hebert Gutiérrez
+ 2e etappe: Hebert Gutiérrez
+ Eindklassement: Hebert Gutiérrez
2e etappe Ronde van La Rioja: Félix Cárdenas
+ Eindklassement: Félix Cárdenas
4e etappe Ronde van Castilië en León: Félix Cárdenas
+ Bergklassement: Javier Zapata
6e etappe Ronde van Colombia: Herman Darilo Bonilla
+ 7e etappe:Félix Cárdenas
+ 8e etappe: Alejandro Ivan Cortes
+ 11e etappe: Félix Cárdenas
+ 12 etappe: Hebert Gutiérrez
+ 14e etappe: Herman Darilo Bonilla
1e etappe Clásico RCN: Marlon Pérez
+ 2e etappe: Javier González
+ 6e etappe: Javier Zapata
+ 8e etappe:  Félix Cárdenas
2004
1e etappe Doble Sucre Potosí GP Cemento Fancesa: Javier Zapata
+ 4e etappe: Javier Zapata
+ Eindklassement: Javier Zapata
1e etappe Doble Copacabana GP Fides: Javier Zapata
+ 3e etappe (TTT): team
+ 5e etappe deel B: Jairo Hernández
+ 6e etappe deel B: Javier Zapata
+ Eindklassement: Javier Zapata
+ Puntenklassement: Javier Zapata
5e etappe Ronde van Colombia: José Castelblanco
2e etappe Ronde van Valle del Cauca: José Castelblanco
2005
1e etappe Doble Sucre Potosí GP Cemento Fancesa: Álvaro Sierra
+ 2e etappe: Álvaro Sierra
+ Eindklassement: Álvaro Sierra
+ Bergklassement: Álvaro Sierra
2e etappe Doble Copacabana GP Fides: Javier Zapata
+ 4e etappe: Álvaro Sierra
+ 6e etappe deel A: Jairo Hernández
+ Bergklassement: Álvaro Sierra
2006
Eindklassement Doble Copacabana GP Fides: Juan Diego Ramírez
2009
12e etappe Ronde van Colombia: Giovanni Báez
3e etappe Ronde van Valle del Cauca: Giovanni Báez
+ Eindklassement: Giovanni Báez
2010
2e etappe Ronde van Cuba: Jaime Castañeda
4e etappe Ronde van Valle del Cauca: Mauricio Ortega
+ Eindklassement: Mauricio Ortega
1e etappe Ronde van Gravatai: Julian David Muñoz
+ 2e etappe: Juan Pablo Suárez
+ Eindklassement: Jaime Castañeda
2e etappe Ronde van Santa Catarina: Edward Stiver Ortíz
+ 5e etappe: Giovanni Báez
+ Eindklassement: Edward Stiver Ortíz
2e etappe Ronde van Colombia: Jaime Castañeda
+ 13e etappe: Javier González
9e etappe Clásico RCN: Juan Pablo Suárez
2e etappe: Juan Pablo Suárez
+ 3e etappe: Juan Pablo Suárez
+ 7e etappe (ITT): Giovanni Báez
+ 9e etappe: Giovanni Báez
+ Eindklassement: Giovanni Báez
2011
7e etappe Vuelta a la Independencia Nacional: Rafael Infantino
+ 9e etappe: Jaime Castañeda
+ 10e etappe: Jaime Castañeda
3e etappe Ronde van Valle del Cauca: Freddy Piamonte
+ Eindklassement: Mauricio Ortega
2e etappe Ronde van Madrid: Giovanni Báez
+ Bergklassement: Walter Pedraza
1e etappe Ronde van Colombia: Walter Pedraza
3e etappe Ronde van Rio de Janeiro: Juan Pablo Suárez
+ Eindklassement: Juan Pablo Suárez
1e etappe Clásico RCN: Javier Eduardo Gomez
+ 6e etappe: Mauricio Ortega
+ 7e etappe: Rafael Infantino
+ 8e etappe: Rafael Infantino
+ 9e etappe: Rafael Infantino
+ Eindklassement: Rafael Infantino
2012
9e etappe Vuelta a la Independencia Nacional: Jaime Vergara
Bergklassement Ronde van Castilië en León: Walter Pedraza
Bergklassement Ronde van Asturië: Walter Pedraza
3e etappe Ronde van Valle del Cauca: Giovanni Báez
+ Eindklassement: Giovanni Báez
3e etappe Ronde van Guatemala: Freddy Piamonte
+ 5e etappe: Isaac Bolívar
+ 6e etappe: Javier Eduardo Gomez
+ 7e etappe: Oscar Javier Rivera
+ Eindklassement: Wilson Rincón
+ Bergklassement: Javier Eduardo Gomez
5e etappe Vuelta Mundo Maya: Giovanni Báez
+ Eindklassement: Giovanni Báez
+ Bergklassement: Freddy Piamonte
2013
1e etappe Ronde van Colombia: Edward Stiver Ortíz
+ 4e etappe: Óscar Sevilla
+ Eindklassement: Óscar Sevilla
1e etappe Ronde van Rio de Janeiro: Weimar Roldán
+ 3e etappe: Camilo Castiblanco
+ 4e etappe: Óscar Sevilla
+ Eindklassement: Óscar Sevilla
2e etappe Clásico RCN: Jaime Castañeda
+ 8e etappe: Edward Beltrán
+ 10e etappe: Óscar Sevilla
2014
7e etappe Ronde van Brazilië: Walter Pedraza
3e etappe Ronde van Valle del Cauca: Óscar Sevilla
+ Eindklassement: Óscar Sevilla
1e etappe (TTT) Ronde van Colombia: team
+ 3e etappe: Weimar Roldán
+ 5e etappe: Óscar Sevilla
+ Eindklassement: Óscar Sevilla
+ Puntenklassement: Óscar Sevilla
+ Bergklassement: Walter Pedraza
1e etappe Ronde van Rio de Janeiro: Óscar Sevilla
+ Eindklassement: Óscar Sevilla
1e etappe Clásico RCN: Jaime Castañeda
+ 3e etappe: Óscar Sevilla
Tobago Cycling Classic: Óscar Pachón
Proloog Ronde van Guatemala: Óscar Sevilla
+ 5e etappe: Óscar Sevilla
+ 8e etappe: Róbigzon Oyola
+ Bergklassement: Walter Pedraza
2015
2e etappe Vuelta a la Independencia Nacional:  Jaime Castañeda
+ 6e etappe: Jaime Castañeda
+ Eindklassement: Róbigzon Oyola
3e etappe Ronde van Valle del Cauca: Óscar Sevilla
+ Eindklassement: Óscar Sevilla
1e etappe (TTT) Ronde van Colombia: team
+ 8e etappe (ITT): Rafael Infantino
+ 9e etappe: Óscar Sevilla
+ 11e etappe: Juan Pablo Suárez
+ 13e etappe (ITT): Óscar Sevilla
+ Eindklassement: Óscar Sevilla
+ Puntenklassement: Óscar Sevilla
1e etappe Ronde van Rio de Janeiro: Óscar Sevilla
+ 3e etappe: Weimar Roldán
+ Puntenklassement: Weimar Roldán
1e etappe Clásico RCN: Weimar Roldán
+ 7e etappe: Edward Stiver Ortíz
2016
4e etappe Ronde van Valle del Cauca: Óscar Sevilla
+ 5e etappe: Óscar Sevilla
+ Eindklassement: Óscar Sevilla
1e etappe Ronde van Colombia: Óscar Sevilla
+ 12e etappe: Juan Pablo Suárez
5e etappe Ronde van de Toekomst: Jhon Anderson Rodríguez
2e etappe Clásico RCN: Óscar Sevilla
+ 3e etappe: Juan Pablo Suárez
+ Eindklassement: Óscar Sevilla
2017
4e etappe Ronde van Valle del Cauca: Jordan Parra
1e etappe (TTT) Ronde van Colombia: team
+ 4e etappe: Juan Pablo Suárez
1e etappe Clásico RCN: Jairo Alonso Cano
+ Eindklassement: Juan Pablo Suárez
2018
4e etappe Ronde van Valle del Cauca: Rodrigo Contreras
+ Eindklassement: Rodrigo Contreras
2019
4e etappe Ronde van Valle del Cauca: Freddy Emir Montaña
+ Eindklassement: Miguel Ángel Reyes
2020
2e etappe Ronde van Colombia: Angel Alexander Gil
+ 9e etappe: Juan Pablo Suárez
2021
5e etappe Ronde van Colombia: Aldemar Reyes
+ Puntenklassement: Aldemar Reyes
2e etappe Clásico RCN: Aldemar Reyes
+ 5e etappe: Yeison Reyes
+ 7e etappe: Aldemar Reyes
2022
3e etappe Ronde van Valle del Cauca: Rodrigo Contreras
+ 4e etappe: Rodrigo Contreras
+ Eindklassement: Rodrigo Contreras
10e etappe (ITT) Ronde van Colombia: Rodrigo Contreras
2023
4e etappe Ronde van Colombia: Daniel Méndez
+ 8e etappe: Óscar Hernán Fernández
2024
Eindklassement Tour Colombia: Rodrigo Contreras
3e etappe Vuelta Bantrab: Rodrigo Contreras
Proloog Ronde van Colombia: Rodrigo Contreras
+ 9e etappe: Rodrigo Contreras
+ Eindklassement: Rodrigo Contreras
+ Puntenklassement: Rodrigo Contreras
5e etappe Ronde van Guatemala: Jhonatan Chaves
+ 6e etappe: Andrés Ardila
+ 7e etappe: Jhonatan Chaves
1e etappe Ronde van Rio de Janeiro: Sergio Henao
+ Eindklassement: Sergio Henao
2025
1e etappe Jamaica International Cycling CLassic: Jonathan Guatibonza
+ Eindklassement: Sergio Henao
+ Jongerenklassement: Jonathan Guatibonza
+ Ploegenklassement: Guatibonza, Sergio Henao, Sebastián Henao, Jamaica, Muñoz, Quiroz
1e etappe Vuelta Bantrab: Jhonatan Chaves
+ 4e etappe: Juan Diego Alba
3e etappe (ITT) Ronde van Colombia: Rodrigo Contreras
+ Eindklassement: Rodrigo Contreras
5e etappe Ronde van Guadeloupe: Jhonathan Chaves
+ 8e etappe: Andrés Ardila
+ Eindklassement: Andrés Ardila
+ Bergklassement: Jhonathan Chaves

### Kampioenschappen
2001
Colombiaans kampioen tijdrijden: Marlon Pérez
Colombiaans kampioen wegwedstrijd:  Daniel Rincón
Pan-Amerikaans kampioen tijdrijden: Jairo Hernández
Pan-Amerikaans kampioen wegwedstrijd: Juan Diego Ramírez
2002
Colombiaans kampioen tijdrijden Johnny Daniel Leal
2003
Colombiaans kampioen tijdrijden: Hebert Gutiérrez
Colombiaans kampioen wegwedstrijd: Élder Herrera
2013
Colombiaans kampioen wegwedstrijd: Walter Pedraza
2016
Colombiaans kampioen ploegentijdrit: Alvarez, Duarte, Oyola, Roldán, Sevilla, Suárez
2018
Zuid-Amerikaanse Spelen, tijdrit: Rodrigo Contreras
Centraal-Amerikaanse en Caraïbische Spelen, tijdrit: Rodrigo Contreras
2019
Colombiaans kampioen wegwedstrijd: : Miguel Ángel Reyes
2022
Pan-Amerikaans kampioen tijdrijden: Rodrigo Contreras